# Pintura panorâmica
Pintura panorâmica (ou, simplesmente panorama) é um tipo de pintura que surgiu após o aperfeiçoamento das técnicas de perspectiva no Renascimento, a fim de permitir ao espectador uma imersão total no ambiente retratado; foi patenteada em 1787 por Robert Barker, e se associou ao tipo de construção em rotunda.
No Brasil a primeira panorâmica data de 1891, exibida numa rotunda erguida na Praça XV do Rio de Janeiro pelo pintor Victor Meireles, numa tela chamada O Panorama Circular do Rio de Janeiro.